# Doxa (1906)
Doxa – grecki niszczyciel służący w Greckiej Marynarce Wojennej w latach 1907–1917. Nazwa doxa oznacza z greckiego chwałę.
„Doxa”, tak jak wszystkie cztery niszczyciele typu Niki, został zamówiony w Niemczech i zbudowany w 1906 roku w szczecińskiej stoczni AG Vulcan Stettin.
W latach 1912–1913 okręt brał udział I wojnie bałkańskiej, jednak nie odniósł w niej sukcesów. Podczas I wojny światowej okręt wraz z całą flotą grecką został przekazany siłom ententy. W 1916 roku okręt został włączony w skład francuskiej marynarki wojennej, gdzie „Doxa” służyła do roku 1917. 17 czerwca 1917 roku okręt został zatopiony przez niemiecki okręt podwodny SM UB-47 u wybrzeża greckiej wyspy Milos.